# 巴氏海豬魚
巴氏海豬魚，為輻鰭魚綱鱸形目隆頭魚亞目隆頭魚科的其中一種，分布於墨西哥灣海域，棲息深度可達24公尺，體長可達7.7公分，棲息在有礁石區海域，生活習性不明。